# 南湖 (余杭区)
南湖，或称余杭南湖、南湖滞洪区、新西湖，位于中国浙江省杭州市余杭区餘杭街道附近，是苕溪流域杭嘉湖平原重要的分洪蓄水水利工程，始建於東漢熹平二年（173年），为长江以南地区最古老的蓄水工程之一，今者湖面仅存下半湖。

## 歷史

### 南湖开辟与苕溪改道
苕溪發源於天目山區，天目山為浙江省暴雨中心區域，因而苕溪流域水量丰富，为太湖的主要补给水源，杭州境内的苕溪为苕溪上游的东苕溪分支，东苕溪上游又有南、中、北三苕溪，南苕溪为东苕溪干流。根据吴维棠《杭州的几个地理变迁问题》，东苕溪古河道本是由余杭街道向东经杭州市主城区北郊注入杭州湾，并不是和今天一样向北与西苕溪合流注入太湖，但因为钱塘江涌潮和自身河流冲积作用，下游地势不断增高且潮水倒灌排水不畅，最终改道至半山和大观山之间北折。东汉熹平二年（173年）余杭县令陈浑修建溪南大塘（今杭州西险大塘西段）防备水患，又开南上湖和南下湖（合称南湖）蓄洪防险，导致古代湖泊南漳湖水量减少，南漳湖逐渐演化为河渚（今杭州西溪湿地河渚街附近），而东苕溪也因为大塘在今天余杭街道附近人为改道急折向北注入太湖。:1-11在洪水期，苕溪洪水由龙舌口经过石门涵分洪至南湖蓄水，待到洪水散去开闸放水；泄水处在湖东南五亩滕，南湖水位过高则会满过滕面流入内河。此外，陈浑还将余杭县城由溪南改至溪北，在苕溪修建水闸待时启闭，历代多为延续。後人紀念陈浑，在南湖堤岸修建祠堂，将其奉为天曹。:39-41

### 歷代疏濬
宋朝以前，天目山山区森林茂盛，水土保持较为完好。在北宋以前，见诸史料的疏浚工程惟二：一则南朝宋元嘉十三年（436年）南湖大堤损坏，导致洪水泛滥势不可挡，当时的余杭县令刘道锡主持修复工程；第二次则在唐代宝历元年（825年），南湖泄洪岁久，湖泊淤积，堤防受损，时任县令归珧依照陈浑旧法疏浚南湖，并在县北十里开辟北湖以备北、中苕溪洪水。百姓为纪念他，将湖北岸长堤命名为归长官塘，并立庙祭祀。:51-52
北宋时期，南湖建立了严格的管理制度，规定县令主簿管理南湖堤岸，并设置塘长专职管理维护。北宋中期之前，南湖尚可以维持一岁一修，但后来管理越发松懈，至北宋末年湖堤年久失修，豪强抢占湖内滩地为田，南湖蓄水减少，调蓄功能大大削弱。北宋崇宁五年（1106年），权相蔡京欲将其母埋葬南湖，听从术士想要让南湖蓄水以增墓地景色。余杭县令杨时（号龟山）极力劝阻，称南湖之水平日空虚以待天目洪水，如果平日蓄水洪水必将泛滥，蔡京只得罢休。后志以“陈浑筑湖，杨时卫之”记载，县人亦在湖东南修龟山书院来纪念他:44-48。宣和四年（1123年），北宋政府曾试图重整南湖，但不久南湖又废，沦为了南宋政府养马所在。南宋绍熙五年（1194年）秋季天目山山洪暴发，南宋政府遂以工代赈，复马监地为南湖，至庆元二年（1196年）完工，湖堤较之以前更加高大坚固。此后60、70年至南宋末年，南湖再度淤塞，乃至于所存无几。:52-53
元明以降，天目山区植被日益减少，水土流失导致南湖淤塞，地主豪强占湖为田，湖面日益缩小。弘治、正德年间，地方政府屡次禁止围湖为田，但仍旧无济于事。至嘉靖末期，南湖上湖已所剩无几，下湖也只余三分之二。万历三十六年（1609年），杭州连日大雨，天目山再度爆发洪水，灾害百年难见，政府遂于次年重整南湖，但上湖仍旧没有恢复。明末清初，政府对于南湖水利颇为重视，但由于水土流失越发严重，仅存的下南湖也日益淤浅，至清道光、咸丰间，南下湖已然成为陆地难以修复，成为士人游冶之所。:53

## 水利功能

明清时期余杭南湖水利示意图

### 主要设施
南湖主要由湖堤、龙舌嘴、五亩滕、西函等组成，几部分相互配合，既可以用于收纳滞洪，也可以在平时起到蓄水灌溉的作用。明清以后，南湖淤塞，进水石门过低，导致洪水到来前湖中已满溢，泄水口偏高导致无法及时泄洪，几大组成互不配套导致水利功能弱化。:54,57-58
湖堤又称湖塘，在南湖的东面和北面，由于老余杭海拔高于杭州府城，因此如果南湖溃堤则势必危及杭州乃至整个杭嘉湖平原，历代政府都无不重视，宋代即规定南湖湖塘维护纳入地方官员考核内。南湖湖底自西向东倾斜，古代湖中又南北长堤一条，分南湖为上下二湖，隔堤既起到隔离湖水的作用，也有利于均匀蓄水水位，削弱风浪对湖塘的冲击。上湖淤积后，明代万历年间又在下湖修建十字堤，将下湖一分为四，以缓冲南苕溪洪水的水势。:54
龙舌嘴位于湖西北南苕溪南侧，为南湖的进水口，进水方向与南苕溪流向构成135度夹角，避免在南苕溪暴涨时溪水直接冲击湖中，水流在洪水期间可以徐徐入湖。龙舌嘴的进水渠名沙溪，略微弯曲呈现弯月形，起到延长河道长度、缓和洪水的流速的作用。沙溪入湖口名石门函，为块石垒砌而成，用来防止溪水冲刷。清末，石门函改为五孔石闸以调控蓄水。:55,57
五亩滕在湖东南，始建于汉代，为一滚水坝，在土质较为坚硬的凤凰山北麓修建，坝基以长木桩打入并以大块砌石垒砌。湖水超过蓄水容量时，湖水则经由水坝自然下泄至南渠河，最终进入河网下游再度排入苕溪。滚水坝高度既要考虑上游的受灾情况，也要考虑避免下游接受过多水量，同时也需要兼顾了溪水的涨跌规律。西函在五亩滕旁，为以灌溉用水闸，明万历年间重建后改名汤公，既用于平日灌溉田地，也在洪水期间起到节制洪水的作用。:56-57

### 当代建设
1949年以后，政府重新整治南湖，南湖也成为了杭州防洪重地。1951年，余杭县人民政府收回来被占用的湖面土地，并大规模加固南湖9.53千米长的湖堤。1952年春和1955年冬，余杭县政府两度组织湖内定居农户迁移，由政府赔偿损失，进行毁田还湖。1953年对南湖的进水口和出水口进行改造。1960年代，政府采取兼顾开垦与防洪，但分洪大于垦殖的政策利用南湖进行开垦。同年9月，浙江省和杭州市公安部门在湖中开辟劳改农场，不久政府又将湖东面一部分土地划归周边村庄。1961年5月和1963年2月，各方召开了关于南湖使用的会议，再度明确分洪大于垦殖，并规定了相关养护事项。1964年，上游青山湖水库建成后，下游南湖的分洪压力大大减轻。1979年改革开放后，当地在南湖采沙致富靡然成风，政府屡禁不止。2005年10月，南湖内的所有农场退耕还湖，此外后续工作将湖水加深3米，增加0.53平方公里分洪面积，形成5.21平方公里湖面，增加175万立方滞洪库容，南湖分洪区的抗洪标准也由原来的20年一遇增加到100年一遇。
同时主要设施也有所改进：1953年改建石门桥进水堰，新堰长90米，底高程9米，当水位上升到10米时，闸门自动翻倒放水入湖；出水口的滚水坝改建成2孔泄水闸，孔高3米，宽2.55米，闸底板高程3.66米，采用螺杆启闭闸门；东湖堤和西险大塘一道以百年一遇标准加固，防浪墙高度0.3-1.5米，湖堤高程达13米以上；西围堤按照20年一遇标准，加固高程12米；新建分洪闸有6孔，每孔宽6米，闸底高程6米，闸门底部高程12米，最大分洪流量650立方米每秒。

### 洪水调度
余杭分洪一般从北湖滞洪区开始蓄洪，之后才由南湖滞洪，北湖滞洪区用于5年一遇洪水，而南湖滞洪区用于10年一遇洪水，两者为常态滞洪区。在1964年青山水库建成前南湖滞洪区经常用作蓄洪，在1954-1963年间共分洪29次。1963年青山湖水库建成后，分洪次数显著降低，仅在1984、1996、1999年三次投入使用。
2020年7月6日西险大塘北湖分洪闸开闸泄洪；7日当晚11时，北湖滞洪区满仓，东苕溪水位超限，水利部门消息称南湖滞洪区或将投入使用为东苕溪分洪；9日，东苕溪水位回归汛限以下，水利部门称南湖在近期不会投入滞洪。根据2020年7月8日《杭州市防汛防台抗旱应急预案》，青山水库坝前水位超过28.7米，或余杭站水位超过8.2米，或瓶窑站水位超过6.9米，启用北湖滞洪区，并可能启用南湖滞洪区；青山水库坝前水位超过29.9米，或余杭站水位超过8.5米，或瓶窑站水位超过7.2米，启用南湖滞洪区，并可能启用非常态滞洪区。

## 考古发掘
南湖长期以来作为泄洪、滞洪区，大面积河床沙土中沉积着大量古代文化遗物。南湖发掘文物的历史最早开始于1980年代，当时当地村民自发到干涸的湖床开采沙土，沙土中经常出现保存完好的文物，结果文物局年年都可以收到村里发掘的文物，于是政府开始取缔南湖采沙，但仍旧屡禁不止，乃至于有村民倒卖文物。2003年，杭州市政府计划对南湖进行综合开发，在确保分洪、滞洪功能前提下打造南湖旅游休闲区域，当时的政府并未意识到南湖的历史文化，计划与西湖景观错位发展，走纯景观路线。2006年，浙江省按照《中华人民共和国文物保护法》要求在发现有文物的基建项目中开展文物考古挖掘，浙江省文物考古研究所历时9个月在南湖发掘出5000年前良渚文化时期至汉代的考古文物，此外毗邻河道文物年代一直延续道唐宋时期，共计发掘面积2500平方千米，发觉文物300多件。南湖底层深层缺氧的水下环境保存了大量完整的木器，譬如马桥文化时期完整的竹排、装有石锛的木柄和剑形器等等。南湖区域还挖掘出原生态古遗址和刻画有疑似文字符号的良渚时期陶罐等各类极具价值的文物。

## 商业开发
自2000年开始，南湖滞洪区内开始搬迁安置工作；到了2003年，南湖滞洪区开发建设领导小组成立；2005年，余杭区政府决定在不影响滞洪功能的前提下对南湖进行商业开发，成立南湖国际休闲度假项目综合整治工程指挥部，正式开启了南湖整治工程。2007年，余杭区委书记朱金坤提出要把南湖建设成汇集“人文之湖、生活之湖、生态之湖、休闲之湖”的“新西湖”。2008年，杭州市政府提出建设20座新城，其中就有余杭区的南湖新城，南湖新城还被定位为杭州“十大休闲基地”。2010年，余杭区政府出台《杭州市余杭区南湖综合整治与保护控制性详细规划》，除去周边商业地产项目外，南湖将建设成为南湖公园，仿效美国路易斯维尔的河滨公园，建设“可淹没的公园”。南湖地区的商业开发在2006年以前处于民间自发，在2007年以后政府大规模收回土地使用权，投入资金达23亿元，2010年高调宣布旅游开发。2013年南湖综合保护工程因为未向国土资源部门报批而被查处，但由于余杭区领导换届，最后没有一个人承担项目责任。2015年余杭区人大提案《关于要求加快南湖开发的建议》直言为“半拉子工程”，南湖滞洪区保护与开发规划修改多次一直未能落地，已建设的公园一直难以开放，因而要求政府重视南湖开发。
2017年6月，马云等阿里巴巴集团高层考察南湖，7月阿里巴巴集团与余杭区政府达成深度合作，共同打造“南湖创新小镇”，8月杭州未来科技城重点建设区域扩容纳入南湖以西地区，阿里达摩院、菜鸟物流总部、国家级之江实验室、浙江大学南湖校区等纷纷入驻。南湖地区实行南湖综保工程和南湖科学中心建设，南湖周边着重发展科技产业。
2022年，南湖进行了「退湖还耕」，填湖近1200亩，水域面积缩小近20%
。